# Aurora Prize for Awakening Humanity

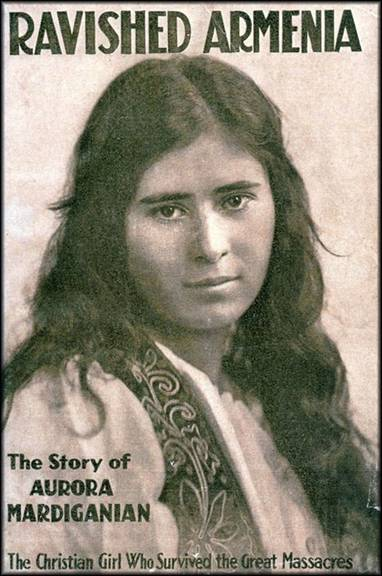
Copertina del libro "Ravished Armenia"

L'Aurora Prize for Awakening Humanity viene assegnato ogni anno a nome dei sopravvissuti del genocidio armeno e in segno di gratitudine ai loro salvatori, a colui che abbia commesso azioni che abbiano avuto impatto sulla preservazione della vita umana e sullo sviluppo delle case umanitarie. Il comitato di selezione, di cui fa parte anche George Clooney, è composto da nove professionisti. Il premio è stato assegnato per la prima volta il 24 aprile 2016, il giorno del ricordo del genocidio armeno. Il vincitore riceve un premio di $ 100.000 e un'opportunità unica per continuare la catena di donazioni assegnando un premio di $ 1 milione a organizzazioni ispiratrici.
Il premio è dedicato alla memoria di Aurora Mardiganian.